# Daiandži
Daiandži (japonsky 大安寺) je buddhistický chrám sekty Šingon ve městě Nara v prefektuře Nara v Japonsku. Hlavním objektem uctívání je Kannon jedenácti tváří (十一面観音, Džúičimen Kannon). Za zakladatele je považován princ Šótoku (574–622). Je počítán mezi sedm velkých narských chrámů (南都七大寺, Nanto šičidaidži). Během období Nara a na počátku období Heian byl Daiandži spolu s Tódaidži a Kófukudži významným chrámem.